# Cacodmus
Cacodmus is een geslacht van wantsen uit de familie van de Cimicidae (Bedwantsen). Het geslacht werd voor het eerst wetenschappelijk beschreven door Carl Stål in 1873.

## Soorten
Het genus bevat de volgende soorten:

- Cacodmus bambusicola Ueshima, 1968
- Cacodmus burmanus Ueshima, 1968
- Cacodmus ignotus Rothschild, 1912
- Cacodmus indicus Jordan & Rothschild, 1912
- Cacodmus schoutedeni Fain, 1972
- Cacodmus sinuatus Usinger, 1966
- Cacodmus sparsilis Rothschild, 1912
- Cacodmus sumatrensis Ferris & Usinger, 1957
- Cacodmus vicinus Horváth, 1934
- Cacodmus villosus (Stål, 1855)